# Nadežda Šamakova
Nadežda Šamakova (...) è un'ex fondista sovietica.

## Biografia
In Coppa del Mondo ottenne il primo risultato di rilievo, nonché unico podio, il 10 febbraio 1983 a Sarajevo (3ª). Non partecipò né a rassegne olimpiche né iridate.

## Palmarès

### Coppa del Mondo
- Miglior piazzamento in classifica generale: 17ª nel 1983
- 1 podio (individuale[1]):
  - 1 terzo posto